# カセットテープデッキ

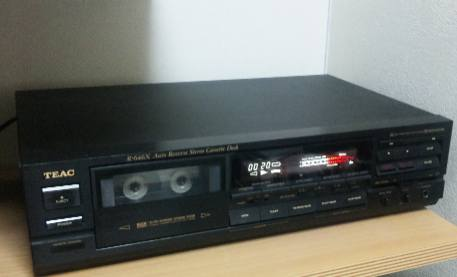
ティアックのカセットテープデッキ

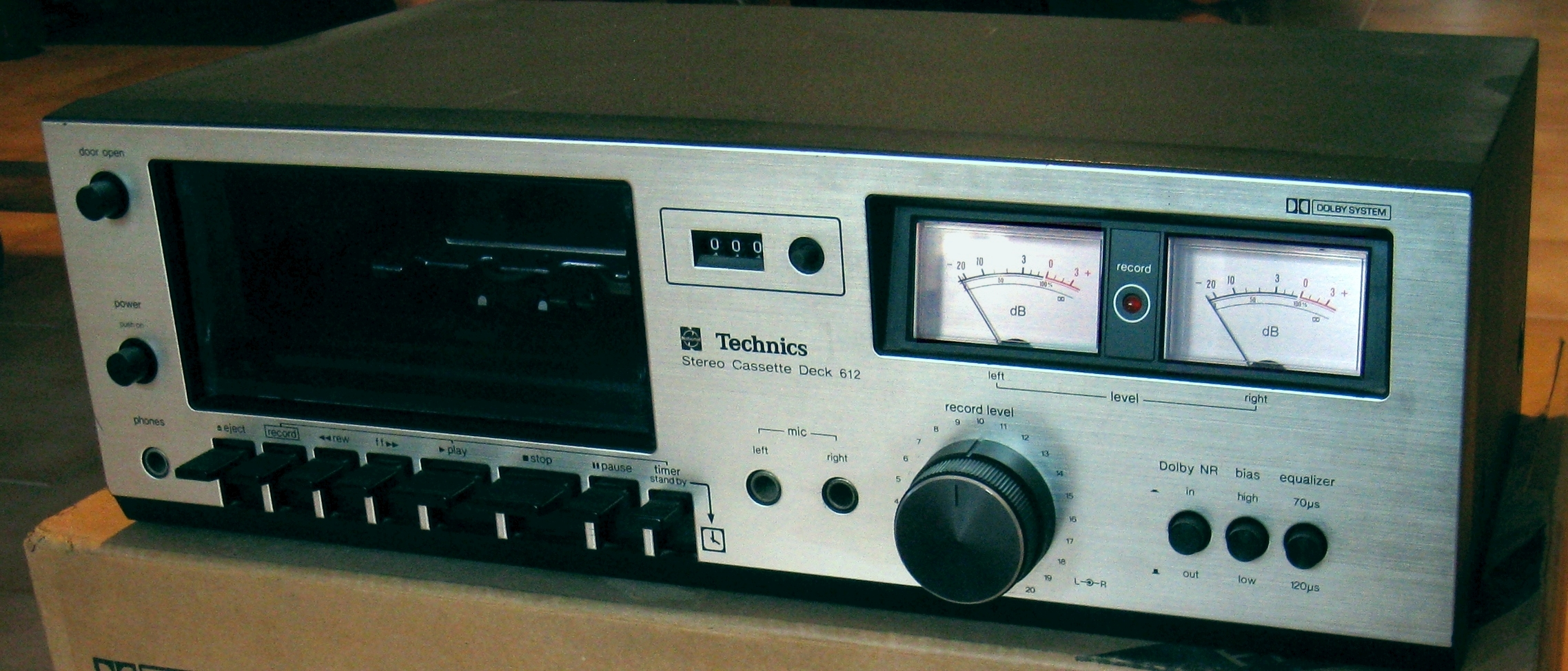
Technics（松下電器産業、現・パナソニックホールディングス）のカセットテープデッキ「RS-612US」。1976年-78年頃の北米市場向けの製品

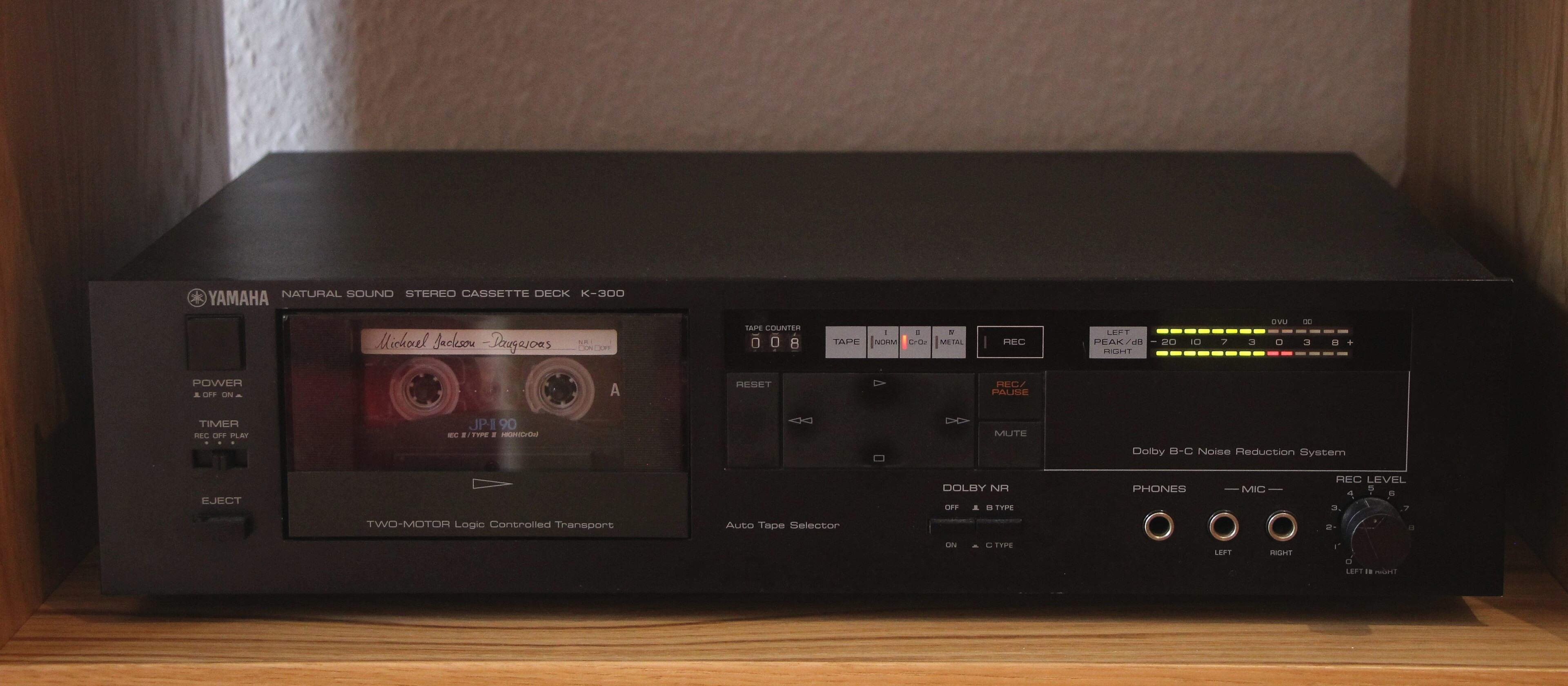
日本楽器製造（オーディオ事業部、現・ヤマハミュージックジャパン）のカセットテープデッキ「K-300」。1983年頃の製品

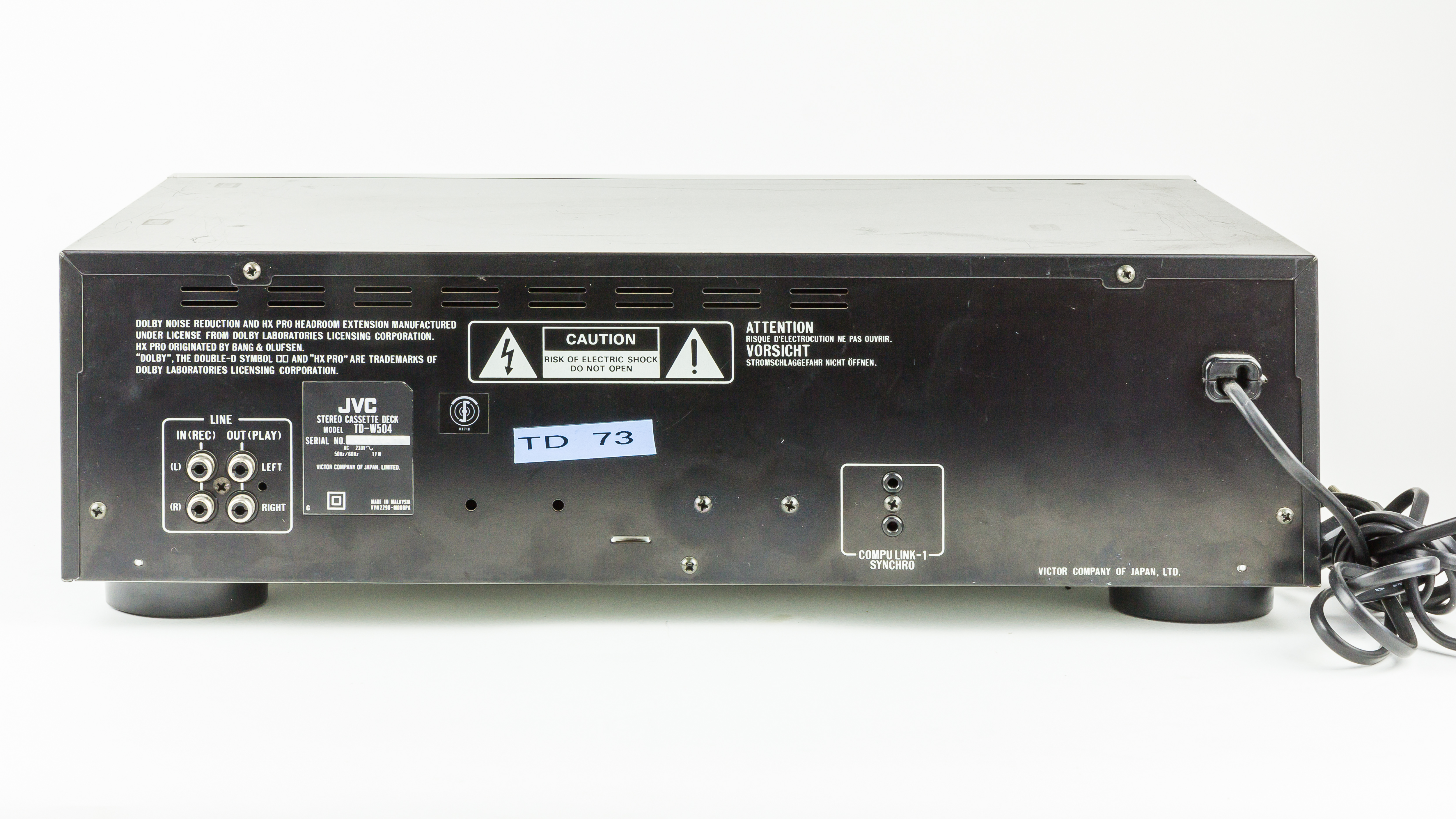
JVC（日本ビクター、現・JVCケンウッド）のカセットテープデッキ「TD-W504」の背面。1990年代頃の日本国外市場向けの製品左下が入力端子と出力端子

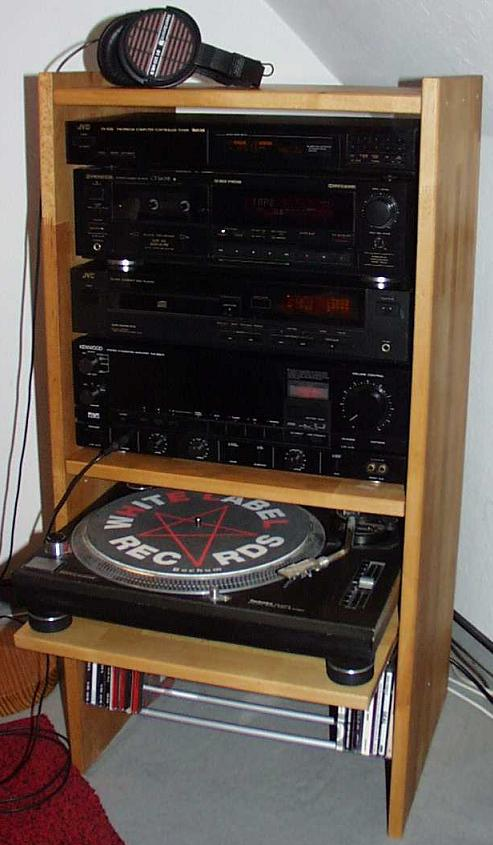
他の音響装置と組み合わせコンポーネントステレオを構成した例。カセットデッキは上から2段目である。1番上はチューナー。3番目はCDデッキ（CDプレーヤー）。4番目はアンプ（増幅装置）。その下はレコードプレーヤー（ターンテーブル）。

正式名称でカセットテープデッキ、通常略してカセットデッキ（英:cassette deck）と呼ばれるのは、カセットテープの録音・再生装置である。
カセットデッキは通常、他の音響機器と接続して使う。カセットテープデッキにはスピーカーが含まれない。
再生時はカセットデッキの出力端子とアンプ（増幅装置）の入力端子をケーブルで接続し、アンプにさらにスピーカーなどを接続して音を聴いたり、あるいはカセットデッキのヘッドフォン用出力端子にヘッドフォンのプラグを挿して音を聴く。録音時にはカセットデッキの入力端子と、FM/AMチューナーやCDプレーヤーやレコードプレーヤーなどの出力端子をケーブルで接続するのが一般的で、あるいは入力端子にマイクロフォンからの出力を接続する。
オランダのフィリップスが提唱・開発したコンパクトカセットの規格のものが最も普及し一般的で、特に断らないとそれを指していることが多いが、他のオープンリールのデッキやエルカセットのテープデッキと比較する文章などでは、それを明確に指すためにコンパクトカセットデッキと言うことがある。また、エルカセットのテープデッキだけを明確に指すにはエルカセットデッキと、DAT（デジタルオーディオテープ）のテープデッキだけを明確に指すにはDATデッキとそれぞれ言う。以下、一般的なコンパクトカセットデッキを中心に説明する。

## カセットデッキの基本構造
カセットデッキの基本構造に不可欠な部品は次のとおりである。
- 磁気ヘッド - 録再ヘッドは録音および再生に使われる。消去ヘッドは録音を消すためのヘッドである。磁気ヘッドにはさまざまな種類があり、録音ヘッドと再生ヘッドを兼用し、消去ヘッドも装備した2ヘッド方式が基本だが、録音ヘッドと再生ヘッドがそれぞれ分離・独立し、消去ヘッドも装備した3ヘッド方式も存在する。
- キャプスタン - 再生スピードを決めるための金属製の細い回転軸。テープに直接触れる。高級機種になるほどキャプスタンの回転をより安定させるための工夫がされ、カセットテープ特有のワウフラッター、すなわち音のたわみ、音高の上下のブレ、が少なくなる。
- ピンチローラー - ゴム製のローラーであり、上述のキャプスタンと一対になることでテープを挟み、キャプスタンの回転がテープに正しく伝わるよう働く。
- リールハブ駆動軸  - テープを巻き取る装置。リール駆動に必要なゴム製のリールハブ駆動用ローラー（または樹脂製のリールハブ駆動用ピニオンギア）とアイドラーローラー（またはアイドラーギア）を介し、再生の際には一定速度でゆっくりと回転し、早送りや巻き戻しの際には高速で回転する。

## 歴史
カセットテープがオランダのフィリップスで開発されたのは1960年代初頭のことだった。コンパクトカセットデッキはオープンリール式のオープンデッキと比べるとテープスピードやトラック幅などでハンディキャップを負っていたにもかかわらず、1980年ころにはハイファイステレオの一装置として広く普及した状態になっていたが、それはカセットテープがオープンリールに比べて扱い易い性質を備えていただけでなく、メーカーによって性能向上の努力が続けられハイファイ機器としての性能を満たすようになったからであった。カセットデッキに1980年ころまでに導入された技術の中で重要なものにはダイレクトドライブモータ（DD motor）、2キャプスタン（クローズドループ・デュアルキャプスタン）メカによるテープ走行特性の改善、3ヘッド化（3ヘッドとは消去ヘッド、録音ヘッド、再生ヘッドが、それぞれ独立しているヘッド方式）、ドルビーノイズリダクションやANRS、dbxなどに見られる電気系のノイズリダクション、オートバイアスやオートイコライザによる伝送特性の向上などを挙げることができる。またそれに加えてカセットテープメーカー側の努力でハイポジションテープ（かつてのクロムポジションテープ相当、IEC TYPE II）やメタルポジションテープ（IEC TYPE IV）など磁性体の改良が行われたことも挙げられる。これらの技術的な進化によりカセットデッキの音響性能が進歩したことも普及に役立ったのである。